# トルコジョッキークラブ
トルコジョッキークラブ（トルコ語: Türkiye Jokey Kulübü テュルキイェ・ジョケイ・クリュビュ, 略称: TJK）は、トルコにおける競馬の統括機関である。

## 概要
トルコジョッキークラブはトルコにおける競馬の発展をはかるために1950年に馬主、騎手、政治家、退役軍人たちによって設立された団体であり、1953年に制定されたトルコの競馬法に基づいて、トルコ政府の権限委任により、農業森林省の監督の下で競馬を施行するとともに、競走馬の繁殖、調教とインフラの改善に取り組んでいる。
法律上の地位は協会（社団法人）であり、正式名称は「トルコジョッキークラブ協会」（トルコ語: Türkiye Jokey Kulübü Derneği ）である。協会の目的は、競馬を実施し、競馬、競走馬の生産および育成を発展させるための措置を講じることである。
協会の正会員の中から会員総会によって選出される理事長と6名の理事により7名の理事会が構成される。理事会のメンバーはほぼ全員が競走馬の生産と所有を手がける実業家であり、政府代表は含まれない。

## 沿革
1923年のトルコ共和国成立以降、競馬は主催権を得た個人によって開催されていた。政府の競馬統括機関としては1926年に高等競走改良委員会（トルコ語: Yüksek Yarış ve Islah Encümeni）が設立され、1927年から年間プログラムに基づく近代競馬が開始されたが、行政が主導し零細な主催者が開催する競馬には問題があったため、生産者や馬主によって競走馬生産者馬主協会（トルコ語: Yarış Atları Yetiştiricileri ve Sahipleri Derneği）が1943年に設立され、1947年までイスタンブールで競馬を開催した。1948年、高等競走改良委員会が廃止されて臨時競馬委員会（トルコ語: Muvakkat Yarış Komitesi）が設置され、競馬開催の受け皿となる民間団体としてジョッキークラブの設立準備が始められた。
1950年11月、ジェラル・バヤル大統領とアドナン・メンデレス首相の承認のもとで、与党民主党の国会議員で内務大臣を務めるフェヴズィ・ルトフィ・カラオスマンオールらを発起人としてジョッキークラブが設立され、1951年4月に首都アンカラに協会本部が開設された。1953年、閣議で公益団体の承認を受けて名称をトルコジョッキークラブに改称。同年に競馬法が成立し、政府から競馬の開催権限を委任されて、9月に最初の競走を開催した。
1986年10月、臨時総会の議決により、本部をアンカラからイスタンブールに移転した。

## 競馬の開催
2023年現在、全国の主要10都市にある競馬場で毎日（1日ごとに2場。まれに1場または3場）、サラブレッドとアラブ（純血アラブ）の平地競走を開催している。
馬券は、国内の競馬場の競走だけでなく、国外の競馬場（欧州、北米、南アフリカ、オセアニア、香港、シンガポール等）の競走に対してもほぼ毎日国際サイマル（場外）発売を行なっている。馬券の発売場所は競馬場だけでなく、市中にトルコジョッキークラブと代理店契約を結んだ小規模な場外馬券売場が多数（2000か所以上）存在する。また、インターネット馬券発売も行なっている。

### 主なレース
トルコの競馬#主な競走を参照。

## 競走馬繁殖事業

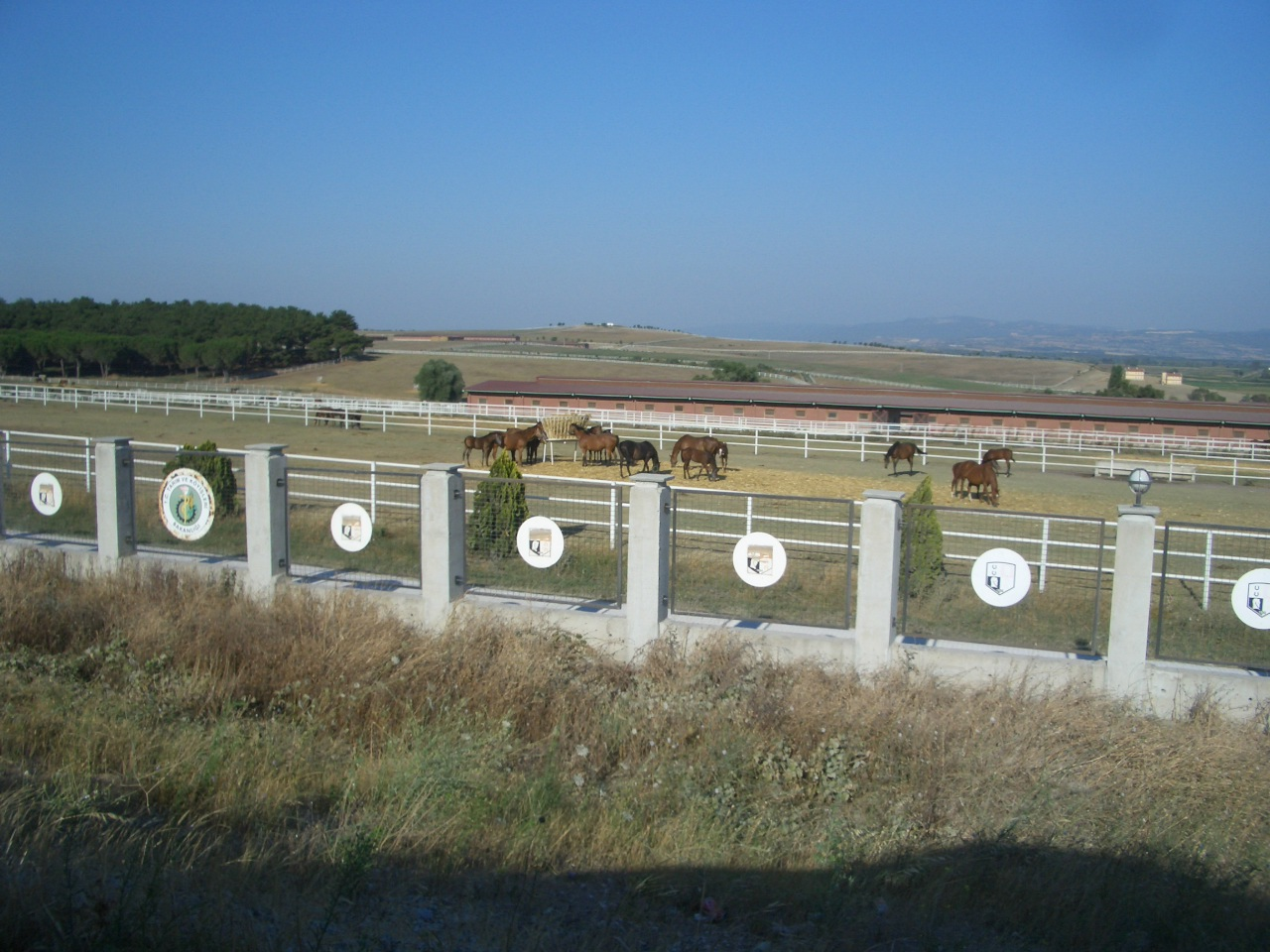
カラジャベイスタッド

トルコジョッキークラブは全国に牧場を開設し、サラブレッドと純血アラブの繁殖を促進し、良好な出自を有する種牡馬を供給し、科学的手法に基づいて健康で生産性の高い仔馬を獲得して技術原則の枠内でこれらの活動を実施することにより、繁殖の発展に貢献することを目的として、競走馬の生産者から種牡馬および繁殖牝馬の預託を受け、交配および出産を行う事業を実施している。
また、サラブレッドについては、トルコジョッキークラブが自ら外国から輸入した種牡馬を保有し、低廉な種付け料で供用している。これまでに、マニラ、ストライクザゴールド、デヒア、シーヒーロー、ヴィクトリーギャロップなどの名馬を輸入してきた。日本産種牡馬は2008年にフランス経由で輸入したディヴァインライトが2014年に死亡するまでに残した7世代の産駒から2頭のガジ賞（ガジダービー）勝ち馬（2013年ディヴァインハート、2015年レンク）を輩出するなど成功を収め、2021年にヴィクトワールピサとクルーガー、2023年にサトノアレス、2025年にバスラットレオンを輸入している。
なお、トルコジョッキークラブが自己所有および預託の種牡馬を繋養する牧場について英語圏の競馬メディアでは「Turkish National Stud」と紹介されることがあり、それを受けて日本の競馬メディアではトルコナショナルスタッドと訳されている。2015年に個人馬主によりトルコに輸入されたプレザントリーパーフェクトの場合、英語圏ではTurkish National Studに繋養されると報じられたが、実際の繋養地（預託先）はトルコジョッキークラブのイズミト種馬場であった。

### 繋養種牡馬
アイコンは出生国。
- ヴィクトリーギャロップ
- ヴィクトワールピサ
- エポレット
- エラーカム
- クリムト
- クルーガー
- サトノアレス
- スーパーセイヴァー
- タイムテスト
- デアデビル
- ティルジット
- バスラットレオン
- バトルグラウンド
- バンクノート
- フィアレスキング
- プロフィタブル
- ボーディマイスター
- マイボーイチャーリー

## 施設

### 競馬場
全国の主要都市に10場ある。
トルコの競馬#主な競馬場を参照。

### 牧場
全国に2場の繁殖馬預託牧場と、5場の種馬場がある。繁殖馬預託牧場（トルコ語: pansiyon harası）は、フランス語由来のパンシヨン（下宿）の名のとおり、競走馬の生産者に繁殖牝馬の預託サービス（英語: boarding service）を提供する。このため、英語ではpension stud farmと直訳されたり、boarding stud farmと意訳されたりする。種馬場（トルコ語: aşım istasyonu）は種付けシーズンの間のみ牝馬の預託を受けて、種牡馬との交配（英語: covering）を行う牧場であり、covering stationと英訳される。
- カラジャベイペンションスタッド（トルコ語: Karacabey Pansiyon Harası）
ブルサ県のカラジャベイにある繁殖馬預託牧場。2001年開設。英語圏ではカラジャベイナショナルスタッドとも呼ばれる[30]。約500ヘクタールの面積があり、農業森林省の国営農場経営総局（TİGEM）が経営するカラジャベイ国営農場と国道を挟んで隣接する。馬房数は種牡馬16、繁殖牝馬および1歳馬840であり、通年で預託牝馬350頭と1歳馬300頭を繋養し、1月から6月にかけての繁殖シーズンには出産と交配のために受け入れる繁殖牝馬とその仔を合わせて合計1200頭程度を繋養する[31]。

- マフムディエペンションスタッド（トルコ語: Mahmudiye Pansiyon Harası）
エスキシェヒル県のマフムディエにある繁殖馬預託牧場。2001年開設。約175ヘクタールの面積があり、馬房数は種牡馬20、繁殖牝馬174、1歳馬および2歳馬64、育成馬48である。通年で預託牝馬と1歳馬を合わせて130頭繋養し、2月から6月にかけての繁殖シーズンには出産と交配のために受け入れる繁殖牝馬とその仔を合わせて合計400頭程度を繋養する[31]。

- アダナ・セイハン種馬場（トルコ語: Adana Seyhan Aşım İstasyonu）
アダナ県のセイハンにある種馬場。2000年開設。約18ヘクタールの広さがあり、馬房数は種牡馬5、繁殖牝馬64。1月から6月にかけての繁殖シーズンにのみ開場する[12]。

- イスタンブール・シリヴリ種馬場（トルコ語: İstanbul Silivri Aşım İstasyonu）
イスタンブール県のシリヴリにある種馬場。2002年開設。馬房数は種牡馬5、繁殖牝馬72。1月から6月にかけての繁殖シーズンにのみ開場する[12]。

- イズミト種馬場（トルコ語: İzmit Aşım İstasyonu）
コジャエリ県のイズミトにある種馬場。旧称はイズミトペンションスタッド（トルコ語: İzmit Pansiyon Harası）で、英語圏ではイズミトナショナルスタッドとも呼ばれる[32]。1973年に繁殖馬預託牧場として開設。2001年、カラジャベイスタッドの開場により種牡馬と繁殖牝馬を同スタッドに移転させたことにより種馬場となった。約20ヘクタールの広さがあり、馬房数は種牡馬20、繁殖牝馬263。通年で繁殖牝馬と当歳馬の預託を受け入れる[12]。

- イズミル・トルバル種馬場（トルコ語: İzmir Torbalı Aşım İstasyonu）
イズミル県のトルバルにある種馬場。2000年開設。約20ヘクタールの広さがあり、馬房数は種牡馬4、繁殖牝馬56。1月から6月にかけての繁殖シーズンにのみ開場する[12]。

- シャンルウルファ種馬場（トルコ語: Şanlıurfa Aşım İstasyonu）
シャンルウルファ県にある種馬場。2000年開設。約98ヘクタールの広さがあり、馬房数は種牡馬12、繁殖牝馬50。1月から6月にかけての繁殖シーズンにのみ開場する[12]。

### エクレム・クルト見習騎手教育センター
トルコジョッキークラブの運営する騎手の養成所で、イスタンブール・ヴェリエフェンディ競馬場の場内にある。1986年に開設され、1998年に名騎手エクレム・クルト（1997年没）の名前を記念してエクレム・クルト見習騎手教育センター（トルコ語: Ekrem Kurt Apranti Eğitim Merkezi）に改称した。
入所資格は初等教育第2段階（8年生）を修了しており、17歳未満であること。研修期間は2年間（全寮制）で、修了者には見習騎手（トルコ語: apranti）免許を取得する権利が与えられる。